# Nectandra hirtella
Nectandra hirtella là một loài thực vật thuộc họ Lauraceae. Đây là loài đặc hữu của Peru.